# Ovale rouge
Ovale rouge est un tableau réalisé par le peintre d'origine russe Vassily Kandinsky en 1920. D'un format carré, cette huile sur toile est une abstraction colorée sur un fond bleu-vert, avec un ovale rouge près du centre de la composition picturale. L'œuvre est conservée au musée Solomon-R.-Guggenheim, à New York, aux États-Unis.